# Riacho Aguiar
Riacho Aguiar är ett periodiskt vattendrag i Brasilien.   Det ligger i delstaten Paraíba, i den östra delen av landet, 1 500 km nordost om huvudstaden Brasília. Riacho Aguiar ligger vid sjön Açude Coremas.
Omgivningarna runt Riacho Aguiar är huvudsakligen savann. Runt Riacho Aguiar är det ganska glesbefolkat, med 39 invånare per kvadratkilometer.